# Cabal
Cabal ist ein 1988 von der Firma TAD Corporation entwickeltes Arcade-Spiel, ein Videospiel des Shoot-’em-up-Genres. Obwohl das Spielgeschehen denen von Lichtpistolenspielen wie Operation Wolf ähnelt, wird Cabal mit einem Joystick bzw. einem Trackball bedient. Die Spielfigur wird aus der Verfolgerperspektive dargestellt und ein bewegliches Fadenkreuz zeigt die Schussrichtung des Spielers an.

## Spielablauf
Der Spieler nimmt die Rolle eines Soldaten ein, der versuchen muss, verschiedene Szenarien, die allesamt auf eine Bildschirmgröße begrenzt sind, zu zerstören. Ein Level wird beendet, indem der Spieler eine gewisse Anzahl an Gegnern erschießt. Neben Soldaten, die den Hauptteil ausmachen, muss der Spieler gegen verschiedene Kriegsmaschinen wie beispielsweise Panzer oder Kampfhubschrauber kämpfen. Sind alle Gegner eines Levels ausgeschaltet, fallen alle sichtbaren Gebäude, sofern diese nicht schon vorher durch Beschuss zerstört wurden, in sich zusammen.
Um dieses Ziel zu erreichen, stehen dem Spieler ein vollautomatisches Sturmgewehr ohne Munitionsbegrenzung sowie eine Anzahl Granaten zur Verfügung. Während des Spiels kann der Spieler weitere Waffen und zusätzliche Granaten finden.
Ähnlich wie im Spiel Space Invaders befinden sich am Anfang eines Levels am unteren Bildrand mehrere kleine Mauern, die eine Zeit lang Schutz vor gegnerischem Feuer bieten.

### Steuerung
Mit Hilfe des Joysticks/Trackballs wird die Spielfigur, die sich lediglich waagerecht bewegen kann, und das Fadenkreuz, welches zusätzlich senkrecht und diagonal bewegt werden kann, gesteuert. Fadenkreuz und Spielfigur können nicht gleichzeitig bewegt werden. Das Gedrückthalten der Schusstaste schaltet zwischen diesen beiden Formen um.

## Portierungen
Cabal wurde von 1989 bis 1990 auf Amiga, C64, Atari ST, NES, Amstrad CPC, Sinclair ZX Spectrum und MS-DOS portiert und von Ocean Software vermarktet.